# آپاون
آپاون (به ارمنی: Ապավեն) یک شهر در ارمنستان است که در استان لوری واقع شده‌است. آپاون در ۵۵ کیلومتری شمال غرب وانادزور، مرکز استان لوری واقع شده‌است.

## خصوصیات
آپاون ۱۲۸ نفر جمعیت دارد و در ۱۷۰۰ (۱۶۸۰) ارتفاع متر بالاتر از سطح دریا قرار گرفته‌است.
| سال   | ۱۸۹۷ | ۱۹۲۶ | ۱۹۳۱ | ۱۹۳۹ | ۱۹۵۹ | ۱۹۷۰ | ۱۹۷۹ | ۱۹۸۹ | ۲۰۰۱ | ۲۰۰۴ |
| جمعیت | ۹۲   | ۱۶۲  | ۱۸۱  | ۲۲۱  | ۱۷۲  | ۳۰۵  | ۳۲۶  | ۱۶۲  | ۱۲۸  | ۹۹   |